# Fort Ross
Fort Ross (vermutlich abgeleitet von russisch Россия, Transkription Rossija, für Russland) war von 1812 bis 1841 eine Niederlassung der Russisch-Amerikanischen Handelskompagnie in Kalifornien. Es liegt an der Küste des Pazifiks im heutigen Sonoma County, etwa 145 Kilometer nordwestlich von San Francisco.
Als südlichster befestigter Außenposten Russisch-Amerikas diente Fort Ross sowohl als Stützpunkt für die Pelztierjagd als auch der Versorgung von russischen Handelsniederlassungen in Alaska mit Lebensmitteln.
Mit dem Rückgang der Seeotterbestände und unzureichenden Erfolgen in der landwirtschaftlichen Nutzung erwies sich Fort Ross seit den 1830er Jahren zunehmend als unwirtschaftlich. Zur gleichen Zeit stand die Russisch-Amerikanische Kompagnie vermehrt vor Schwierigkeiten, ihre Gebietsansprüche gegen den wachsenden Druck durch mexikanische und amerikanische Siedler aufrechtzuerhalten.
Im Jahr 1841 wurde Fort Ross schließlich vom Beauftragten der Russisch-Amerikanische Kompagnie Dionissi Sarembo an Johann August Sutter verkauft, der es seiner Mexiko unterstehenden Privatkolonie Neu-Helvetien einverleibte. Nach dem Mexikanisch-Amerikanischen Krieg fiel ganz Oberkalifornien (Alta California) und damit auch Fort Ross 1848 im Vertrag von Guadalupe Hidalgo an die Vereinigten Staaten.
1906 wurde das Fort an den Bundesstaat Kalifornien verkauft und 1916 und 1925 Teile der durch Verfall und das San-Francisco-Erdbeben von 1906 beschädigten Gebäude rekonstruiert. 1948 wurde das einzige vollständig erhaltene Gebäude restauriert und nach einem Feuer im Jahr 1970 in der Folge auch die orthodoxe Kapelle. Schon ein Jahrzehnt zuvor war die Gesamtanlage als National Historic Landmark anerkannt worden. Die Rekonstruktion eines zweistöckigen Warenhauses wurde im Jahr 2012 fertiggestellt.
Heute wird das Fort touristisch genutzt und dient damit der Erinnerung an die russische Kolonialgeschichte Amerikas. Seit dem Jahr 1962 wird Fort Ross in der Liste der State Parks in Kalifornien geführt.

## Geschichte

### Vorgeschichte: Russlands Expansion nach Amerika
Während in Westeuropa noch der Dreißigjährige Krieg anhielt, stießen 1639 russische Jäger und Soldaten zum Ufer des Pazifischen Ozeans vor. 1648 durchsegelte der Kosak Semjon Iwanowitsch Deschnjow zusammen mit Fedot Popow und Gerassim Ankudinow die Meerenge zwischen Asien und Amerika und widerlegte damit die Auffassung, dass zwischen Asien und Amerika eine Landverbindung bestehe. Doch erst der russische Vorstoß nach Alaska im Zuge der Zweiten Kamtschatkaexpedition 1741 unter Bering und Tschirikow und die damit verbundene Entdeckung seines wirtschaftlichen Potentials gaben den Auftakt zu einer russischen Expansion nach Amerika. Angetrieben von den Profiten der Robben- und Seeotterjagd rüsteten ab 1745 bis zum Ende des 18. Jahrhunderts mehr als 40 russische Kaufleute und Handelskompagnien Expeditionen zu den Aleuten und zum Festland Alaskas aus. Im frühen 19. Jahrhundert gelangten jährlich durchschnittlich rund 62.000 Pelzfelle aus nordamerikanischen Niederlassungen in den russischen Handel.
Dieses schnelle Wachstum des Pelzhandels machte die Errichtung von dauerhaften Stützpunkten für die Jagd und die Lagerung der Pelze notwendig. Im Jahr 1784 gründete der russische Seefahrer und Unternehmer Grigori Iwanowitsch Schelichow die erste permanente Handelsniederlassung auf der Kodiak-Insel vor der Südküste Alaskas. Bei seinem Tod im Jahre 1795 dominierte Schelichows Unternehmen den russischen Amerikahandel. Zwei Jahre später fasste seine Witwe Natalia das Handelsunternehmen gemeinsam mit einem Geschäftspartner und einem Konkurrenten zur Vereinigten Amerikanischen Gesellschaft zusammen. Nach weiteren zwei Jahren entstand 1799 durch Ukas des Zaren Paul I. aus der Vereinigten Amerikanischen Gesellschaft die Russisch-Amerikanische Kompagnie. Diese erhielt – jeweils immer für zwanzig Jahre – das Handelsmonopol in Russisch-Amerika und damit das Recht der wirtschaftlichen Nutzung der Aleuten, der Kurilen und der Territorien auf dem nordamerikanischen Festland bis hinunter zum 55. Breitengrad, dem angenommenen Landungspunkt Tschirikows 1741. Zu den Anteilseignern gehörten Mitglieder der Zarenfamilie, des russischen Hochadels sowie führende Beamte des Russischen Reiches.

### Der russische Vorstoß nach Kalifornien

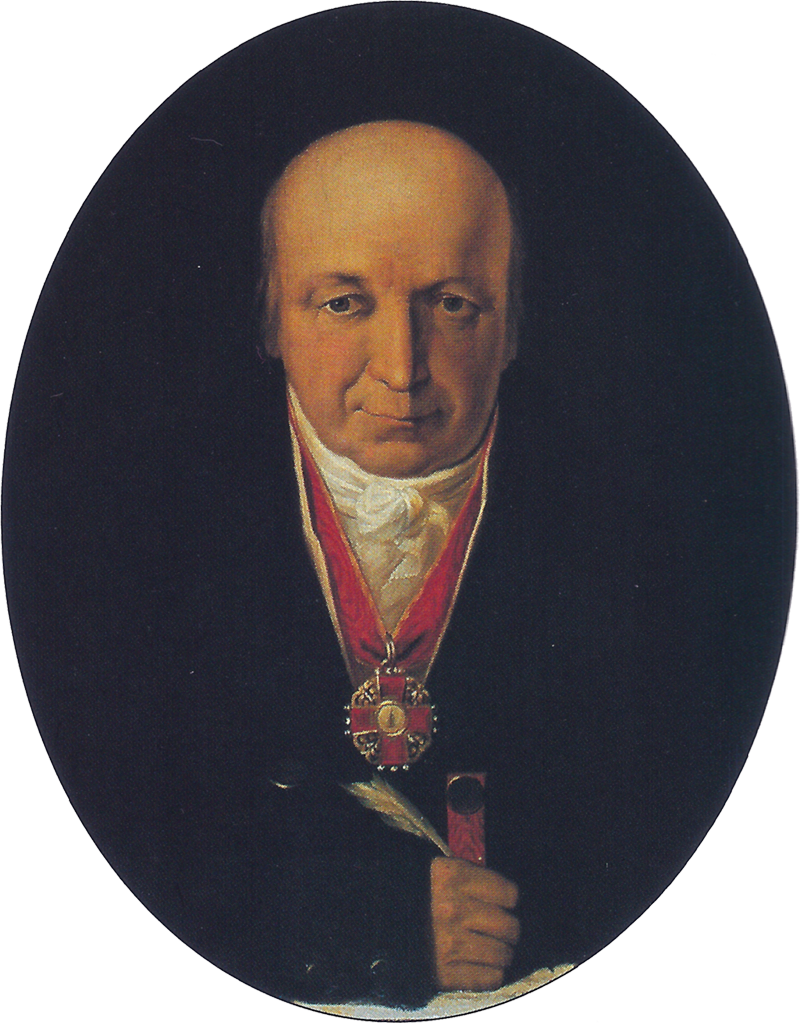
Alexander Andrejewitsch Baranow (1746–1819), Porträt aus dem Jahr 1818

Im Jahr 1790 hatte Grigori Iwanowitsch Schelichow den Pelzhändler Alexander Andrejewitsch Baranow als einen von zwei Gebietsleitern seines Unternehmens angeworben und nach Alaska geschickt. Baranow erwies sich bei der Führung der Pelzgeschäfte als so erfolgreich, dass er bei ihrer Gründung im Jahr 1799 zum ersten Leiter der Russisch-Amerikanischen Kompagnie ernannt wurde. Mit Hilfe seines Assistenten Iwan Alexandrowitsch Kuskow leitete Baranow später von Nowo-Archangelsk („Neu-Archangelsk“; heute Sitka) aus die wachsenden Geschäfte der Handelskompagnie und wurde zu einem der „Hauptarchitekten der südlichen Expansion Russlands“.
Mit Datum 18. April 1802 erhielt Baranow geheime Anweisungen der Russisch-Amerikanischen Kompagnie, das russische Gebiet über den 55. Grad nördlicher Breite hinaus nach Süden auszuweiten und zu diesem Zweck eine Siedlung nahe dem 55. Grad Nord zu gründen. Man wollte Fakten schaffen, um den nach der Nootka-Sound-Kontroverse geschaffenen Freiraum zu nutzen und irgendwann in der Zukunft eine anerkannte Grenze etwa zwischen dem 50. und 55. Breitengrad Nord zu errichten. Im Jahr 1803 ging Baranow ein Joint-Venture mit dem amerikanischen Kapitän Joseph O’Cain ein. Dieser brachte eine Jagdgruppe von Aleuten unter russischem Kommando auf seinem Schiff bis vor die Küste des heutigen San Diego. Den Gewinn aus mehr als 600 erbeuteten Seeotterfellen teilten sich Baranow und O’Cain.
Ein weiterer Grund für den russischen Vorstoß nach Kalifornien waren die anhaltenden Probleme mit der Lebensmittelversorgung der russischen Stützpunkte in Alaska. Mit ihren Versuchen, eine ausreichende Versorgungslage herzustellen, hatten die russischen Siedler im unwirtlichen Klima Alaskas nur magere Erfolge erzielt. Der Winter 1805/06 wurde zum Wendepunkt. Versorgungsschiffe konnten Nowo-Archangelsk wegen der in Europa anhaltenden napoleonischen Kriege nicht regelmäßig anlaufen. Die russischen Bewohner der Kolonie waren unterernährt und litten schon bald unter der Mangelerkrankung Skorbut. Die ersten Siedler starben.
In dieser Situation kam Nikolai Petrowitsch Resanow, einer der Initiatoren der Russisch-Amerikanischen Kompagnie und Schwiegersohn Schelichows, zur Inspektion nach Nowo-Archangelsk. Angesichts der katastrophalen Verhältnisse in der Siedlung entschloss er sich zu schnellem Handeln. Er kaufte ein im Hafen von Nowo-Archangelsk vor Anker liegendes amerikanisches Schiff und segelte im Frühjahr 1806 nach Yerba Buena (dem Vorläufer der heutigen Stadt San Francisco), um dort mit den Spaniern Handelskontakte zu knüpfen und Getreide zu kaufen.
Im Presidio, dem spanischen Militärstützpunkt in der Bucht von San Francisco, lebte Resanow einige Wochen bei der Familie des spanischen Kommandanten José Dario Argüello und tauschte russische Werkzeuge gegen Getreide ein. Argüello sicherte ihm seine Unterstützung zu und bat in einem Schreiben nach Madrid um Bestätigung der russisch-spanischen Handelskontakte. Bei seiner Rückkehr nach Nowo-Archangelsk drängte Resanow Baranow, den „unbewohnten Landstrich“ an der Küste Kaliforniens als russische Basis für die Pelzjagd und zur Versorgung Alaskas mit Lebensmitteln zu nutzen.

### Fort Ross unter der Russisch-Amerikanischen Kompagnie

#### Die Gründung der russischen Kolonie

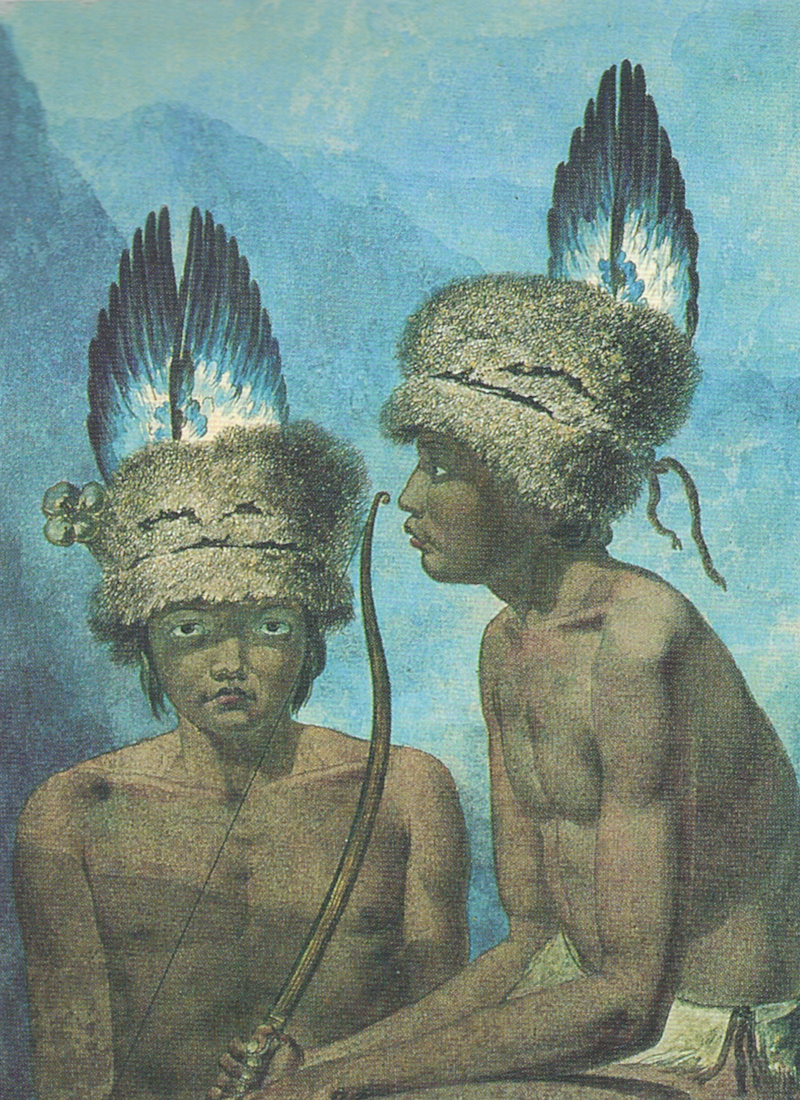
Balthazar, Einwohner Nordkaliforniens. Zeichnung von Michail T. Tichanow aus dem Jahr 1818.

Zwischen 1808 und 1811 sandte Baranow seinen Stellvertreter Kuskow auf mehrere Erkundungsreisen nach Kalifornien. Im heutigen Bodega Bay errichtete Kuskow eine erste provisorische Siedlung, die er nach Nikolai Petrowitsch Rumjanzew, dem damaligen russischen Außenminister benannte. Von Rumjanzew aus erkundete Kuskow die umliegenden Küstenstreifen und entschied sich 1811 schließlich für eine kleine, nördlich gelegene Bucht als geeigneten Punkt für eine russische Kolonie.
Er traf dort auf die Kashaya, eine Abteilung der Pomo. Die Kashaya lebten in einem knapp 50 km breiten Küstenstreifen, der sich vom Gualala River im Norden bis zu Duncan’s Point, knapp sechs Kilometer südlich der Mündung des Russian River erstreckte. Einer der zentralen Punkte im Territorium der Kashaya war das Dorf Metini, in dessen direkter Nähe Fort Ross errichtet werden sollte.
Das Nahrungsangebot im Lebensraum der Kashaya war vielfältig und reichte von Muscheln, Fisch und den Meeressäugern des Pazifiks bis hin zu Hirschen, Elchen und einem breiten Spektrum kleinerer Tiere. Ergänzt wurde der Speiseplan durch Nüsse, Beeren, Getreide sowie Knollen und Wurzeln. Seesalz gewannen die Kashaya zum eigenen Verzehr und für den Handel. Besonderes Geschick besaßen die Kashaya in der Anfertigung von Körben. In der mündlichen Tradition erscheinen die ersten Russen als undersea people. Für sie stellten sie nur eine Episode dar, denn sie verschwanden nach drei Jahrzehnten wieder. Dennoch konnten die Älteren noch im späten 20. Jahrhundert beschreiben, wie die Russen Getreide droschen, indem sie Pferde über die ausgebreiteten Halme trieben, die auf einem vorbereiteten Lehm-, später Holzboden ausgebreitet waren.
Im März 1812 begann Iwan Kuskow mit 25 Russen – viele von ihnen Handwerker – und rund achtzig Ureinwohnern Alaskas (von den Russen zumeist vereinfachend als „Aleuten“ bezeichnet), mit dem Bau des Forts. In der Konstruktion folgten die russischen Handwerker dem Vorbild der traditionellen Holzgebäude Sibiriens.
Am 30. August, dem Namenstag Zar Alexanders I., wurde die Fertigstellung des Palisadenzauns mit einem besonderen Gottesdienst gefeiert. In den nordwestlichen und nordöstlichen Ecken der Palisadeneinfassung übersahen hölzerne Türme die Fläche rund um das Fort. Fahnenmasten mit der Fahne der Russisch-Amerikanischen Kompagnie waren in der Mitte des Forts und am Rand des Felsufers zum Pazifik aufgestellt. Im Inneren der Palisaden standen Blockhäuser für die Bewohner des Forts.
Außerhalb der Einzäunung entstanden innerhalb der nächsten fünf Jahre eine Windmühle, eine Bäckerei, ein Obstgarten, ein Friedhof und landwirtschaftliche Gebäude.

#### Das Leben in Fort Ross

##### Eine multiethnische Gemeinschaft

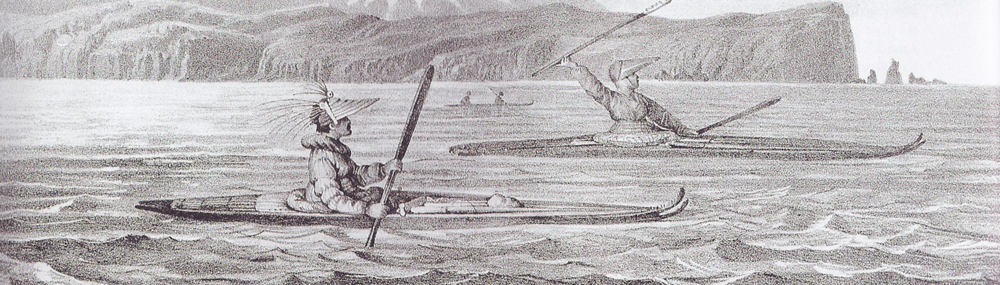
Unangan in Baidarkas, ihren aus Treibholz, Knochen und Tierhäuten gebauten Booten. Ihren Kopfschmuck und die traditionelle Tracht gaben die in Fort Ross lebenden Unangan mit den Jahren auf und ersetzten sie mit russischer Kleidung. Zeichnung aus dem Jahr 1827.

Die Einwohnerschaft der russischen Kolonie teilte sich in vier Gruppen auf. Innerhalb des Forts lebten die privilegierteren russischen Angestellten der Handelskompagnie. Abkömmlinge russischer Männer und indigener Frauen lebten – genauso wie niedrigergestellte Russen – in einem Dorf westlich des Forts. Zum Pazifik hin erstreckte sich eine kleine Ansammlung einfacher Holzhütten, in denen die von den Russen für die Jagd rekrutierten Ureinwohner Alaskas lebten. In einem kleinen Dorf nordöstlich der Palisadeneinzäunung und in weiteren Dörfern in den Bergen oberhalb des Forts lebten die Kashaya.
Die Gruppe der aus Alaska stammenden Bewohner der Kolonie bestand in der Mehrzahl aus Alutiiq, einem Volk aus dem Südwesten Alaskas. Sie stammten aus der Bucht des Prince William Sound, von der Kenai-Halbinsel sowie von der Kodiak-Insel. Aus Akten der Russisch-Amerikanischen Kompagnie sowie aus archäologischen Befunden geht hervor, dass neben den Alutiiq auch Unangan, Bewohner der östlichen Aleuten, in Fort Ross lebten. Sowohl Alutiiq als auch Unangan waren geschickte Robben- und Otterjäger und wurden zunächst nur für die Jagd auf Meeressäuger eingesetzt. In späteren Jahren wurden sie auch für jede Form der schweren Arbeit herangezogen. So arbeiteten sie etwa als Küfer, Gerber, Schreiner, Jäger, Fischer und halfen bei dem Rücken von Holz in Gegenden, in denen Pferde nicht eingesetzt werden konnten. 1821 bat Iwan Kuskow seinen Vorgesetzten in Nowo-Archangelsk um eine besondere Belohnung für fünf seiner seit Jahren in der Holzgewinnung eingesetzten aleutischen Arbeiter. Die Aleuten, die bislang nur in Kleidung und Schuhen bezahlt worden waren, erhielten fortan ein Jahresgehalt von 100 Rubeln.
Das Verhältnis zwischen den Russen und den Indianern war – im Vergleich zu demjenigen zwischen anderen Fremden in Kalifornien und Indianern – bemerkenswert spannungsarm. Die in Fort Ross beschäftigten Indianer wurden mit Mehl, Fleisch und Kleidung entlohnt und erhielten darüber hinaus Unterkünfte. Viele der Kashaya lernten die russische Sprache und eine Reihe von russischen Ausdrücken fand ihren Weg in die Sprache der Indianer.
Die Russen hatten nahezu ausschließlich männliche Ureinwohner Alaskas nach Fort Ross gebracht. Der hierdurch bedingte Frauenmangel führte dazu, dass sich zahlreiche Lebensgemeinschaften zwischen den Aleuten und den einheimischen Kashaya bildeten. Laut einer von Iwan Kuskow, dem Gründer von Fort Ross, im Jahr 1820 durchgeführten Zählung lebten von 56 weiblichen Kashaya 43 mit Männern zusammen, die von der Kodiak-Insel stammten. Aus den Zählungen der Jahre 1820 und 1821 ergibt sich, dass aus diesen Verbindungen insgesamt 28 Kinder hervorgegangen waren.

##### Religion in Fort Ross

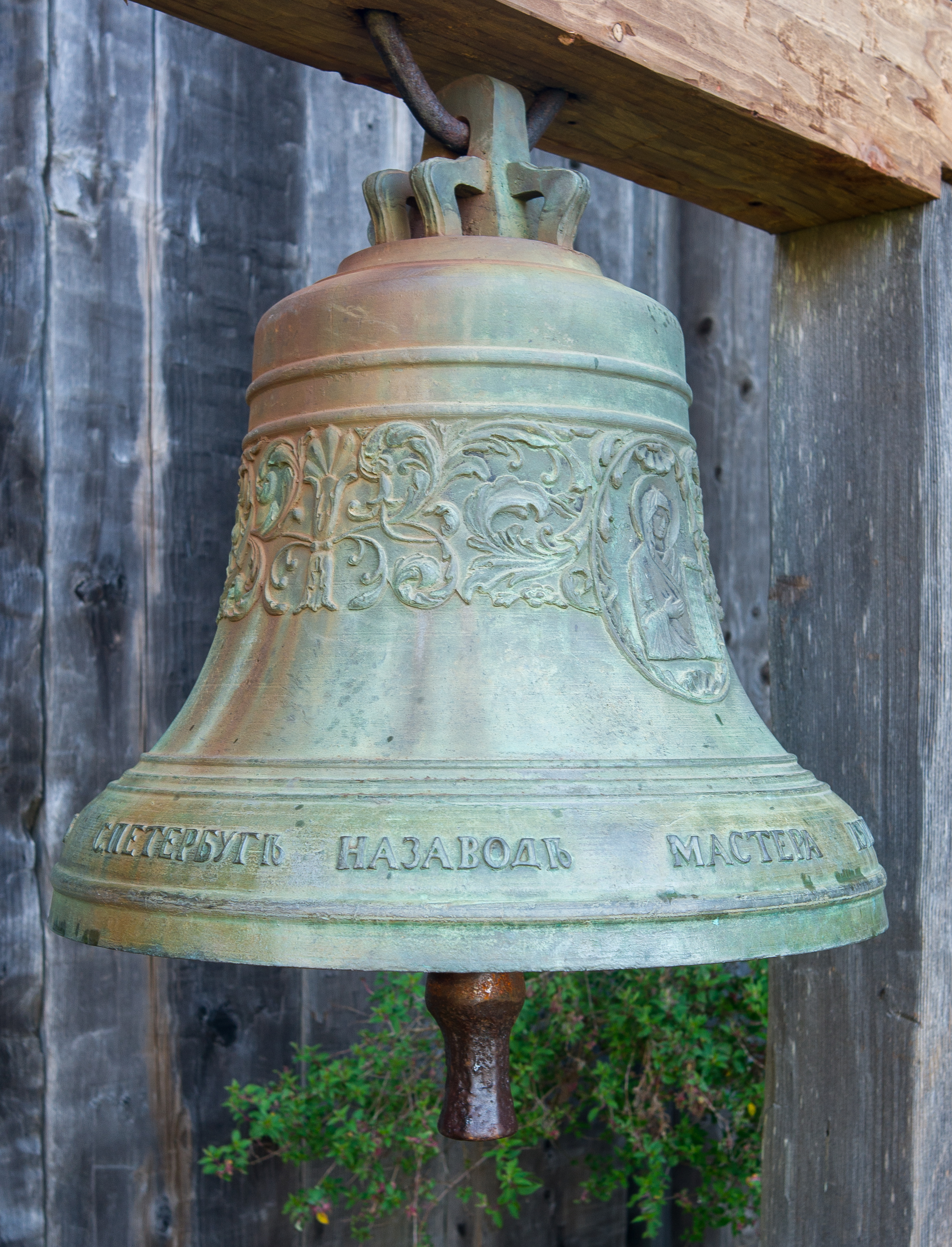
Glocke vor der orthodoxen Kirche von Fort Ross

Einen wichtigen Aspekt im Leben der russischen Einwohner der Kolonie stellte die Religion dar. Zwischen 1823 und 1824 spendeten die Offiziere und Mannschaften dreier russischer Schiffe Geld für den Bau einer Kapelle. Dieses erste orthodoxe Bauwerk südlich von Alaska ist erstmals für das Jahr 1828 in dem Reisebericht des französischen Kapitäns Auguste Duhaut-Cilly (Voyage autour du Monde. Principalement à la Californie et aux Iles Sandwich, pendant les années 1826, 1827, 1828, et 1829, Paris 1834–1835) schriftlich belegt. Die Kapelle diente den Siedlern zum gemeinsamen Gebet, wurde aber nie als Kirche geweiht (schon allein, weil ihr kein Priester dauerhaft zugewiesen war).
Im Sommer 1836 besuchte der später als „Heiliger Innozenz von Alaska“ heiliggesprochene Missionar und Priester Iwan Weniaminow Fort Ross. Während seines fünfwöchigen Aufenthaltes führte er Taufen, Hochzeiten, Beichten, Beerdigungen und Gottesdienste durch. In seinem Reisejournal beziffert Weniaminow die Gesamtzahl der in Fort Ross lebenden Menschen auf 260, darunter 15 Prozent Indianer, die den orthodoxen Glauben angenommen hatten.

##### Landwirtschaft und Viehzucht

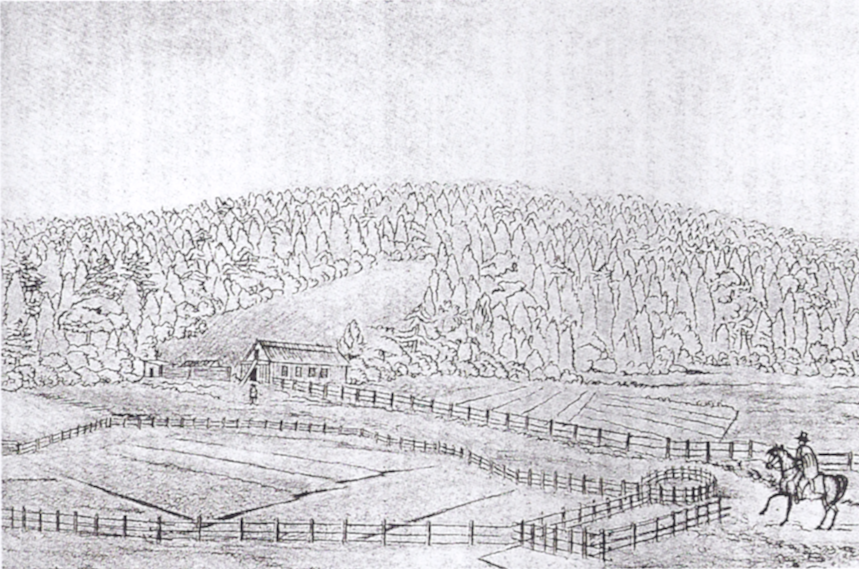
Zeichnung der Chernykh Ranch aus dem Jahr 1841. Es handelt sich hierbei um die einzige bekannte Darstellung eines russischen Bauernhofes im kalifornischen Inland.

Bereits im Jahr 1816 gingen die Seeotterbestände durch Überjagung zurück. Spätestens ab 1820 legte die Russisch-Amerikanische Kompagnie deshalb ein verstärktes Augenmerk auf die Landwirtschaft und Viehzucht in Fort Ross. Die Hoffnungen, dass die russische Siedlung in Kalifornien die Lebensmittelversorgung in Alaska sicherstellen könnte, sollten sich allerdings nicht erfüllen.
Die Gründe für die landwirtschaftlichen Misserfolge waren vielfältig. Zum einen war das nutzbare Land in direkter Nähe der Siedlung zu klein und nicht ausreichend fruchtbar. Der auf der Höhe von Fort Ross häufig auftretende Nebel führte außerdem zu Getreideernten, die die Erwartungen der Kompagnie nicht annähernd erfüllten. Darüber hinaus fehlten den Siedlern ausreichende Kenntnisse zur effektiven Bewirtschaftung des Bodens.
Einzig der Obst- und Weinanbau zeigte schon früh Erfolge. Der erste Pfirsichbaum wurde 1814 gepflanzt. Zwischen 1817 und 1818 kamen Weinreben aus Peru und weitere Pfirsichbäume aus Monterey hinzu. Beim Abzug der Russen im Jahr 1841 umfasste der in direkter Nähe des Forts gepflanzte Obstgarten Äpfel-, Pfirsich-, Kirsch- und Birnbäume sowie Traubenreben.
Im Vergleich zum Getreideanbau erzielten die russischen Siedler mit der Viehzucht größere Erfolge. Der Viehbestand wuchs mit den Jahren auf mehrere Tausend Rinder, Pferde, Esel und Schafe an und so konnten ganze Schiffsladungen von Pökelfleisch, Wolle, Talg, Häuten und Butter nach Alaska geschickt werden. In den letzten Jahren der Kolonie zählte der russische Viehbestand 1.700 Rinder, 940 Pferde und 900 Schafe, die laut einem Bericht des Franzosen Eugène Duflot de Mofras alle in „ausgezeichneter Verfassung“ waren.

##### Schiffbau, Handwerk und Handel
Die Wälder rund um Fort Ross boten reichhaltiges Material für den Bau von Schiffen. Im Jahr 1817 schickte Alexander Baranow, der Hauptverwalter der Russisch-Amerikanischen Kompagnie einen Schiffbauer von Nowo-Archangelsk nach Fort Ross. In den folgenden Jahren wurden unter dessen Leitung drei Briggs und ein Schoner gebaut. Die Schiffe hatten eine Nutzlast zwischen 160 und 200 Tonnen und kosteten zwischen 20.000 und 60.000 Rubel.
Die Reisenotizen Kyril Chlebnikows, eines Angestellten der Russisch-Amerikanischen Kompagnie, geben detaillierte Auskünfte über den Schiffbau in Fort Ross. Chlebnikow hielt sich zwischen 1817 und 1832 in Russisch-Amerika auf, und seine Journale und Notizen gehören zu den wichtigsten Quellen zur russischen Kolonie in Kalifornien. Durch Chlebnikows Berichte ist überliefert, warum der Schiffbau in Fort Ross schließlich aufgegeben wurde. Er berichtet mehrfach von Problemen mit Holzfäule, die sich in den Schiffsplanken festsetzte. Der Pilzbefall nahm schließlich solche Ausmaße an, dass die größeren Schiffe nur noch im Küstenverkehr eingesetzt werden konnten.
Die Herstellung anderer Güter war dagegen von größeren Erfolgen gekrönt. Insbesondere das Gerben von Tierhäuten florierte. Am Ufer des kleinen Flusses Fort Ross Creek entstand eine Gerberei, in der ein aleutischer Gerber Material für Schuhe, Stiefel und andere Lederwaren herstellte. Die Produktion war so erfolgreich, dass in den späten 1820er Jahren jährlich zwischen 70 und 90 gegerbte Häute nach Nowo-Archangelsk verschifft werden konnten.
Im Jahr 1814 bauten die Siedler die erste Windmühle Kaliforniens auf einem Hügel in direkter Nähe des Forts; eine weitere Mühle verarbeitete mehr als 30 Bushel Getreide am Tag. Eine dritte Mühle wurde von Menschen und Tieren mit Muskelkraft angetrieben. Eine Kashaya-Legende besagt, dass sich die Haare einer ihrer Frauen, die zu dieser Zeit noch lang getragen wurden, im Getriebe verfingen und dass sie vom Mahlwerk getötet wurde.
Im Bereich des Handels existierten schon seit Resanows Reise nach Yerba Buena Kontakte mit den im Süden lebenden Spaniern. Den Spaniern war der Handel mit Fremden zwar offiziell untersagt, dessen ungeachtet verkauften die Spanier den Russen aber gerade in den ersten Jahren Getreide, Obstbäume, Rinder und Pferde. Mit dem Wachsen der russischen Kolonie stellten die Handwerker in Fort Ross in zunehmendem Maße Waren her, für die auf spanischer Seite eine Nachfrage bestand. So verkauften die Russen den Spaniern Äxte, Nägel, Reifen, Töpfe und Langboote und erhielten im Gegenzug Getreide, Salz und andere Rohstoffe.
Mit dem Ende des Mexikanischen Unabhängigkeitskrieges im Jahr 1821 kam auch ein Ende der Handelsrestriktionen. In der Folge konkurrierten die Russen in stärkerem Maße mit den Amerikanern und Briten. Der Unterhalt des russischen Hafens in Bodega Bay glich dies zum Teil wieder aus. Hier hatte die Russisch-Amerikanische Kompagnie Speicherräume errichten lassen, und ihr Hafen stand allen fremden Flaggen offen.

##### Forscher und Entdecker in Fort Ross

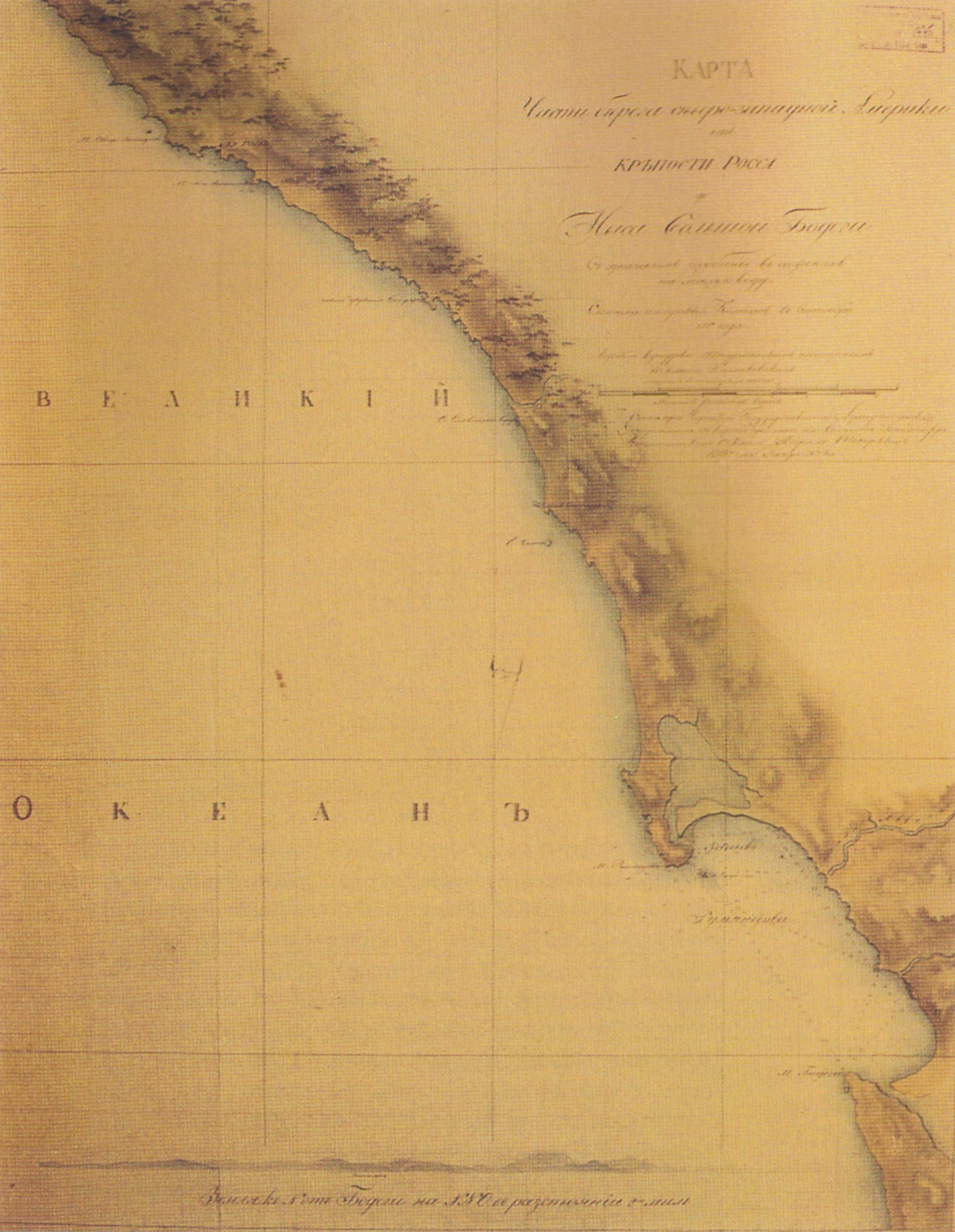
Karte zum Küstenabschnitt zwischen Fort Ross und Tomales Point aus dem Jahr 1817

Während der Zeitspanne, in der Fort Ross als Handelsstützpunkt der Russisch-Amerikanischen Kompagnie diente, kam eine Reihe von Forschungsreisenden und Entdeckern nach Oberkalifornien. Sie nutzten das Fort als Zwischenstation im Rahmen ihrer Reisen und als Ausgangspunkt für Arbeiten zur Zoologie, Botanik, Geographie und Völkerkunde.
Im Jahr 1818 kam der russische Marineoffizier Wassili Michailowitsch Golownin im Rahmen seiner Weltumseglung nach Fort Ross. In seinen Memoiren liefert Golownin detaillierte Beschreibungen der indigenen Ureinwohner Nordkaliforniens und ihrer Kultur.
In den frühen 1830er Jahren förderte der damalige Hauptverwalter der Russisch-Amerikanischen Kompagnie, Ferdinand von Wrangel, die wissenschaftliche Auseinandersetzung mit der Flora und Fauna Russisch-Amerikas. Während einer Reise im Jahr 1833 erkundete er darüber hinaus die Möglichkeiten, die russischen Besitzungen auf das Hinterland von Fort Ross auszudehnen. In diesem Zusammenhang leitete Wrangel die erste umfangreichere anthropologische Studie zu den indigenen Einwohnern in der Russian River-Region und der Gegend um das heutige Santa Rosa.
Unter den späteren Besuchern von Fort Ross befand sich der Maler Ilja Wosnessenski, der sich ein Jahr lang im Auftrag der kaiserlich-russischen Akademie der Wissenschaften in Nordkalifornien aufhielt. Von seiner Hand stammen zahlreiche Zeichnungen des Forts und der umliegenden Region. Im Jahr 1841 gehörte Wosnessenski zu den Teilnehmern einer Erkundungsreise, die bis in die Gegend des heutigen Healdsburg vorstieß. Dabei gelang auch die Erstbesteigung des Mount Saint Helena, dem höchsten Punkt im heutigen Sonoma County. Im Zuge seiner Reisen ins Landesinnere legte Wosnessenski eine völkerkundlich bedeutsame Sammlung indigener Artefakte an, die heute im Museum für Anthropologie und Ethnographie in Sankt Petersburg aufbewahrt wird.

#### Das Ende der russischen Kolonie

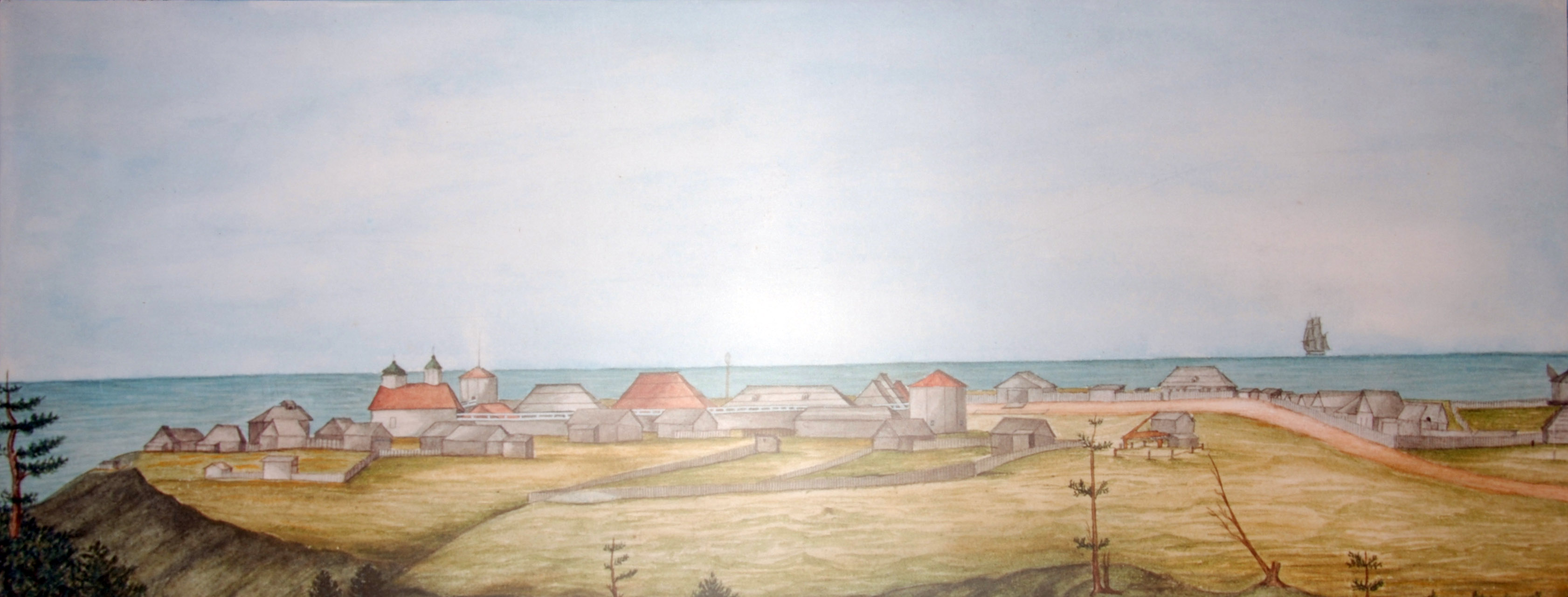
Fort Ross im Jahr 1841. Zeichnung von Ilja Wosnessenski. Hier als Fotografie im Besucherzentrum von Fort Ross.

Im Jahr 1839 entschied die Russisch-Amerikanische Kompagnie, Fort Ross aufzugeben. Der Rückgang der Seeotterbestände seit Mitte der 1830er Jahre machte die Pelztierjagd unwirtschaftlich. Die landwirtschaftliche Nutzung der Kolonie hatte zudem nicht den erwünschten Erfolg gebracht. Der Versuch, Schiffbau zu betreiben, war schon früher gescheitert, und die Erzeugung von Gewerbeprodukten konnte die Defizite nicht in genügendem Maße ausgleichen.
Darüber hinaus hatte der Druck durch mexikanische und amerikanische Siedler zugenommen. 1836 unternahm Ferdinand von Wrangel einen letzten Versuch, die Beziehungen zur jungen Republik Mexiko zu verbessern. Bei einem Besuch in Mexiko-Stadt setzte er sich für die Anerkennung der russischen Gebietsansprüche in Oberkalifornien ein, scheiterte aber an der Forderung, dass Russland die Republik Mexiko im Gegenzug diplomatisch anerkennen müsse.
Im April 1839 stimmte der russische Zar Nikolaus I. schließlich dem Vorhaben der Russisch-Amerikanischen Kompagnie zu, den Stützpunkt Fort Ross aufzugeben und sich aus Kalifornien zurückzuziehen. Mit der Auflösung wurde Alexander Rotschew, der letzte Kommandant von Fort Ross, beauftragt.
Rotschew nahm zunächst Verhandlungen mit der kanadischen Hudson’s Bay Company auf, diese lehnte das Angebot im Jahr 1840 aber ab. Daraufhin wandte sich Rotschew an den französischen Militärattaché in Mexiko-Stadt, Eugène Duflot de Mofras. Nach einem Besuch in Fort Ross entschied sich auch Duflot gegen einen Kauf. Daraufhin erhielt Rotschew den Auftrag, Mexiko um ein Angebot zu bitten. Doch auch die Mexikaner lehnten ab – zum einen, weil sie Fort Ross ohnehin als auf ihrem Gebiet liegend ansahen, und zum anderen, weil sie hofften, dass sich die Russen auch ohne weitere Intervention aus Kalifornien zurückziehen würden.
Ende 1841 nahm Rotschew schließlich Kontakt mit Johann August Sutter, einem kalifornischen Grundbesitzer Schweizer Abstammung auf. Sutter willigte dem Kauf für die Summe von 30.000 Dollar ein und am 1. Januar 1842 stach das letzte russische Schiff von Bodega Bay in Richtung Nowo-Archangelsk in See. Damit war das russische Engagement in Kalifornien nach rund 30 Jahren beendet.

### Die Zeit nach der Russisch-Amerikanischen Kompagnie

#### Zweite Hälfte des 19. Jahrhunderts: Landwirtschaft und Viehzucht

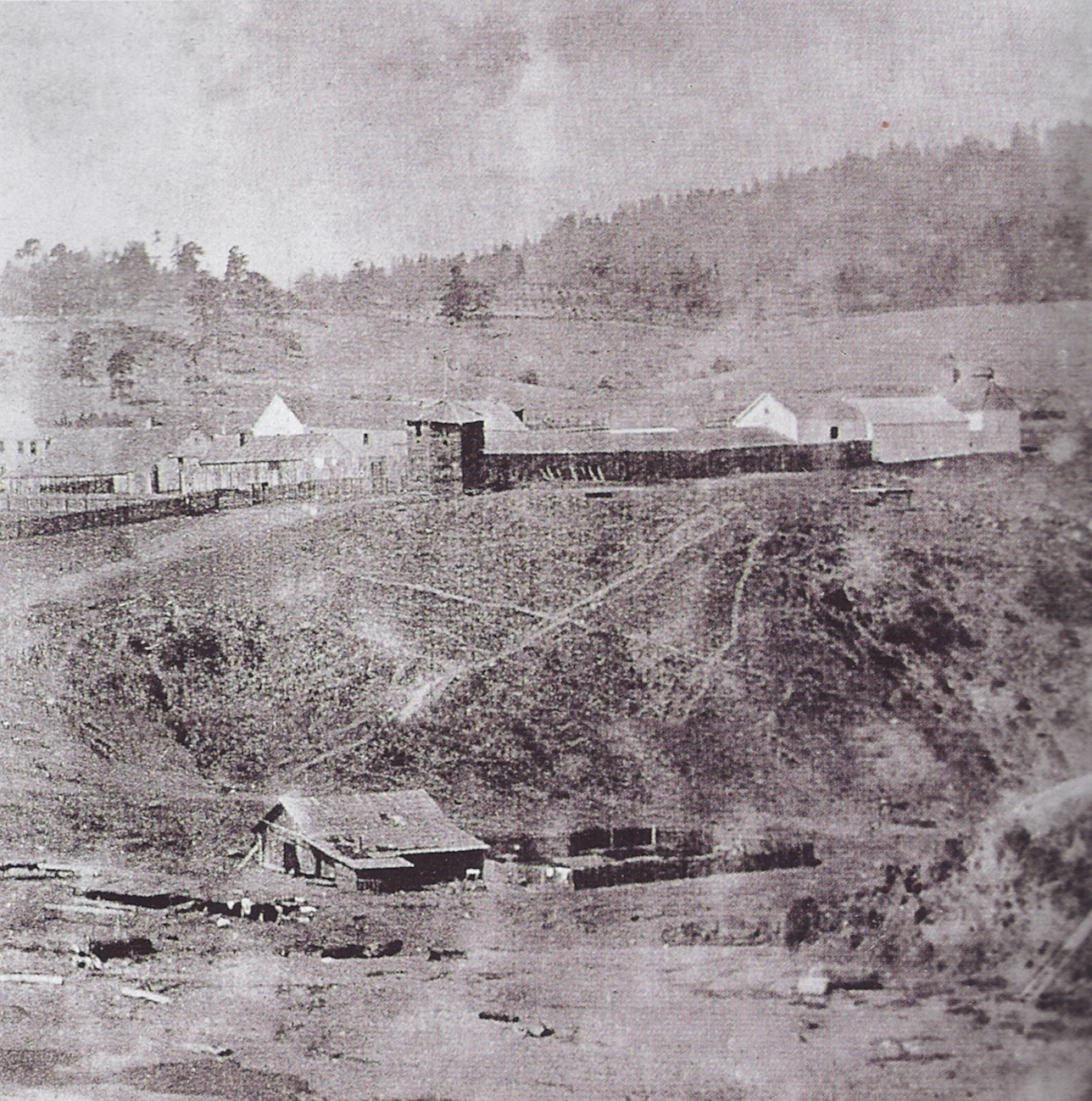
Fort Ross um 1865, frühestes Foto von Fort Ross und der dem Fort vorgelagerten Bucht

Nach dem Abzug der Russisch-Amerikanischen Kompagnie begann eine Periode, in der die Ländereien um Fort Ross hauptsächlich für Landwirtschaft und Viehzucht genutzt wurden. Bis 1843 wurden das Fort und die dazugehörigen Ländereien nacheinander von drei verschiedenen Verwaltern im Auftrag von Johann August Sutter bewirtschaftet. Der vierte Verwalter, Wilhelm Benitz aus Baden in Deutschland, arbeitete zunächst für Sutter, bevor er Sutters Teile der Ländereien im Herbst 1843 gemeinsam mit seinem aus Württemberg stammenden Partner Ernest Rufus pachtete. Im Jahr 1849 ergänzten Benitz und Rufus ihren Besitz um den 17.760 Acres umfassenden nördlichen Teil der ehemaligen russischen Besitzung, der 1845 von der mexikanischen Regierung an Manuel Torres verkauft worden war. Nach ein paar Jahren trennten Rufus und Benitz sich; Benitz ging eine neue Partnerschaft mit Charles Meyer ein – im Wesentlichen gehörte der Besitz fortan aber Benitz.
Benitz’ Unternehmen erwies sich als überaus erfolgreich. Die Frachtbücher jener Zeit verzeichnen eine Vielzahl von landwirtschaftlichen Produkten, die von Fort Ross aus verschifft wurden. Rinder, Schafe, Pferde, Schweine, Häute, Kartoffeln, Äpfel, Hafer, Gerste, Eier, Butter, Enten und Tauben wurden im Auftrag von Benitz auf Märkten in Sonoma und Sacramento verkauft. Bei der Produktion setzte Benitz die indigenen Kashaya ein, die von der amerikanischen Regierung für 8 Dollar pro Monat zur Arbeit auf der Ranch verpflichtet wurden. Im Jahr 1848 lebten noch 162 Kashaya rund um Fort Ross.
Mit dem Beginn des Amerikanischen Bürgerkrieges geriet Benitz zunehmend in wirtschaftliche Schwierigkeiten. Bis ins Jahr 1867 verkaufte er Teile seines Besitzes, dann ging er nach Argentinien, wo er auf einer Estancia Rinderwirtschaft betrieb. Seine Nachfolger waren der irische Mühlenbauer und Holzfäller James Dixon und der aus Virginia stammende Charles Snowden Fairfax. Dixon errichtete eine Mühle bei Fort Ross Creek und eine große Laderampe nordwestlich der kleinen, Fort Ross vorgelagerten Bucht. Ob Fairfax jemals nach Fort Ross kam, ist nicht bekannt.

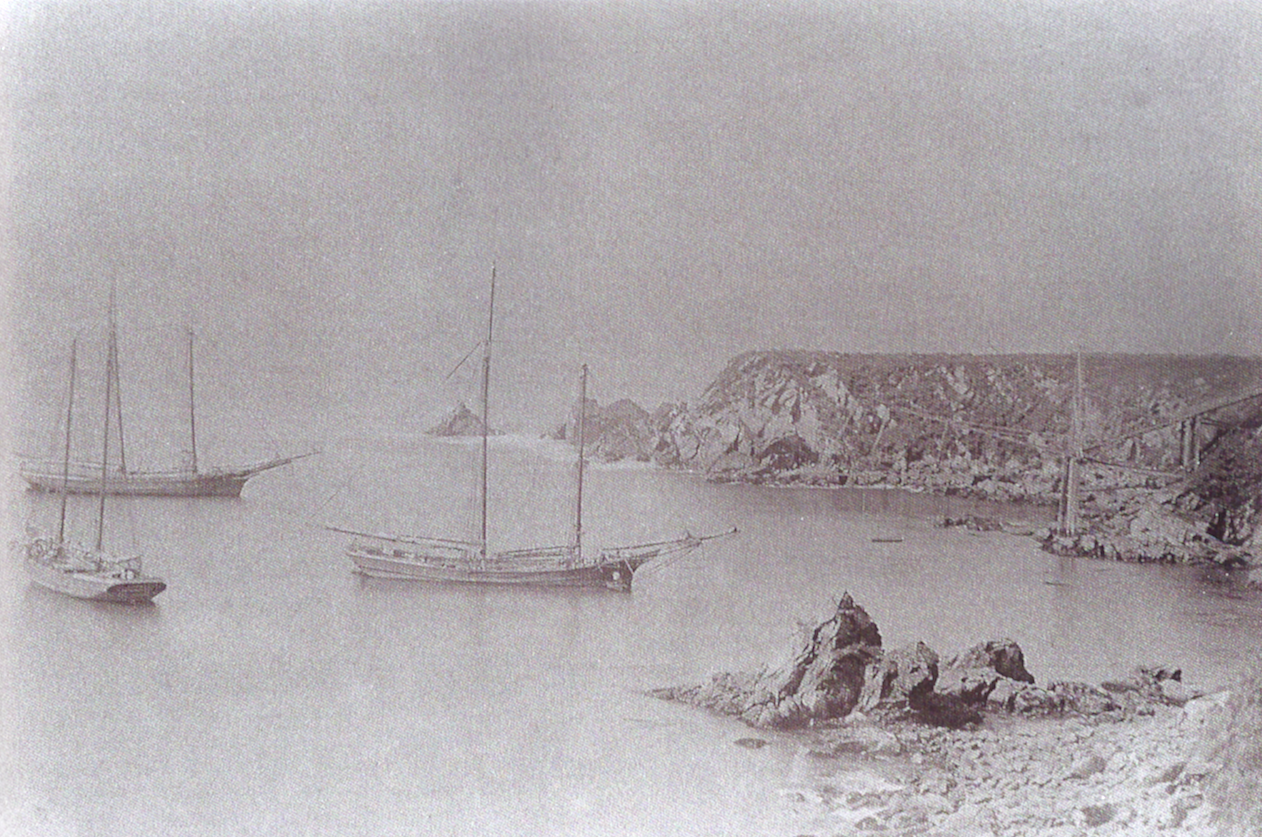
Schiffe in der Fort Ross vorgelagerten Bucht (vor 1900). Auf der rechten Seite ist die von James Dixon errichtete große Laderampe zu sehen.

Dixon war vornehmlich an der forstwirtschaftlichen Nutzung der Ländereien um Fort Ross interessiert. Da er keine Verwendung für die Kashaya hatte, schickte er sie fort. In den frühen 1870er Jahren übersiedelten sie dauerhaft zu ihren bisherigen Winterquartieren in Huckleberry Hills und Abaloneville.
Um 1873 hatte Dixon weite Teile seines Besitzes abgeholzt. Er verkaufte Teile der Ländereien und ließ sich weiter nördlich an der Küste nieder. Sein Partner Charles Snowden Fairfax war bereits im Jahr 1869 unerwartet im Alter von 40 Jahren gestorben. Nach 1873 wurden weitere Teile der zu Fort Ross gehörenden Ländereien an Milchbauern verkauft.
Den größten Teil, rund 7000 Acres einschließlich des Forts, kaufte der aus Ohio gebürtige George W. Call. Er verfolgte dieselbe Bewirtschaftungsstrategie wie Wilhelm Otto Benitz und konzentrierte sich auf Landwirtschaft und Viehzucht. Gemeinsam mit seiner aus Chile stammenden Frau Mercedes Leiva und seinen vier Kindern lebte Call zunächst in dem nach Alexander Rotschew, dem letzten russischen Kommandanten von Fort Ross, benannten Rotschewhaus. Im Jahr 1878 baute Call für seine Familie ein Wohnhaus im Nordwesten der Bucht und wandelte das Rotschewhaus in ein Hotel um. Die von den Russen gebaute orthodoxe Kapelle wurde für Hochzeiten genutzt, im Winter auch als Pferdestall oder zur Lagerung von Äpfeln. Außerhalb des Palisadenzauns errichteten die Calls ein Postgebäude und einen Laden. Das Postgebäude war bis 1928 in Betrieb, der Laden wurde erst in den frühen 1960er Jahren geschlossen.
Zu den erfolgreichsten Unternehmungen George W. Calls gehörte die Produktion von Butter, die sich in San Francisco starker Nachfrage erfreute. Zwischen 1875 und 1899 wurden jährlich durchschnittlich 20.000 Pfund Butter im Hafen von Fort Ross verladen und verschifft. Darüber hinaus erweiterten die Calls den von den Russen gepflanzten Obstgarten, der noch heute Teil des Fort Ross State Park ist.

#### Fort Ross State Historic Park

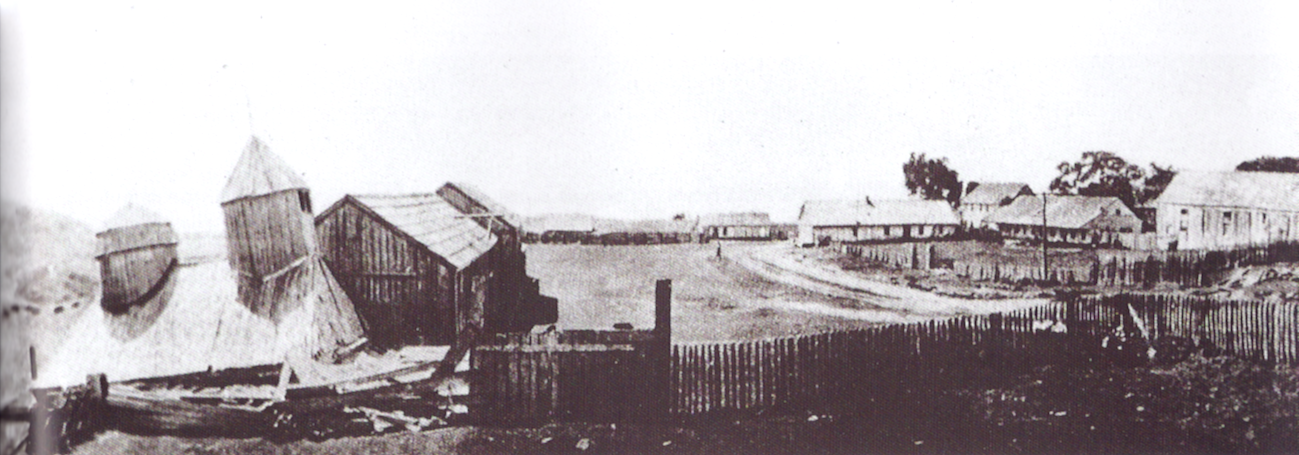
Fort Ross nach dem San-Francisco-Erdbeben von 1906

Im Jahr 1903 verkaufte George W. Call rund 21 Acres seiner Besitzung, einschließlich Fort Ross und der angrenzenden Gebäude, an die California Historical Landmarks League. Diese übertrug es im Jahr 1906 an den Staat Kalifornien.
Weniger als einen Monat später wurden die Gebäude von Fort Ross im Erdbeben von 1906 stark beschädigt. Es dauerte zehn Jahre, bis Geld für den Wiederaufbau zur Verfügung stand.
Im Jahr 1928 wurde Fort Ross als eines von fünf historischen Gebäuden in die Liste der Historic Sites des Staates Kalifornien aufgenommen. 1936 begann eine kleine Gruppe russischstämmiger Amerikaner unter dem Namen Initiative Group for the Memorialization of Fort Ross Zeitungsartikel über die Geschichte von Fort Ross zu veröffentlichen. Für die nach der Februarrevolution von 1917 stark angewachsene Gemeinde der russischstämmigen Amerikaner in Kalifornien war Fort Ross ein besonderer Anziehungspunkt: es stand für die verlorene Heimat und wurde damit zu einem Brennpunkt ihrer Pflege russischer Kultur. Bis heute feiern sie den Amerikanischen Unabhängigkeitstag in Fort Ross.
1961 wurde Fort Ross als National Historic Landmark ausgewiesen, dem höchsten Denkmalschutzstatus auf Bundesebene. Im folgenden Jahr wurde Fort Ross State Park als kalifornischer State Park gegründet. Am 15. Oktober 1966 wurde Fort Ross als Baudenkmal in das National Register of Historic Places aufgenommen. 1970 wurde das Kuskowhaus als einziger original erhaltener Bauteil gesondert zum National Historic Landmark erklärt. 1972 konnte die California State Route 1 (auch: Highway One), die bis zu diesem Zeitpunkt noch quer durch Fort Ross verlief, nach Osten verlegt werden.
Unter der Leitung von State Park Director William Penn Mott, Jr. wurde im April 1972 ein Citizens Advisory Committee eingerichtet. Dieses Gremium war mit ortsansässigen Bürgern, russischstämmigen Amerikanern und Kashaya Pomo besetzt und betreute bis 1990 auf ehrenamtlicher Basis die Rekonstruktion des Forts.
Im Juli 1985 wurde das neue Besucherzentrum von Fort Ross feierlich eingeweiht. Die Kosten von 800.000 Dollar waren zum Teil von privaten Spendern aufgebracht worden. Mit dem Beginn der Glasnost kamen vermehrt russische Besucher in den Fort Ross State Historic Park. Gleichzeitig begann eine Periode des verstärkten kulturellen Austauschs und der vermehrten wissenschaftlichen Beschäftigung mit Fort Ross.

## Fort Ross heute

### Die Palisade
Die Palisade rund um Fort Ross ist nicht in ihrem ursprünglichen Zustand erhalten. Schon 1833 schrieb der mexikanische Militärkommandant von Nordkalifornien Mariano Guadalupe Vallejo, die Wälle des Forts könnten keiner Kanonenkugel standhalten – gleich welchen Kalibers („The walls could not withstand a cannon ball of any caliber“.) Fotografien aus den Jahren nach 1865 zeigen, dass schon zu dieser Zeit große Teile der Palisade verfallen waren. Im Jahr 1929 wurden der östliche, südliche und Teile des westlichen Palisadenwalls erneuert. Nach einer archäologischen Grabung im Jahr 1953 wurden die westliche und die östliche Palisade fertiggestellt. Im Jahr 1974 war die Einpfählung schließlich wieder vollkommen geschlossen.

### Die zwei Türme

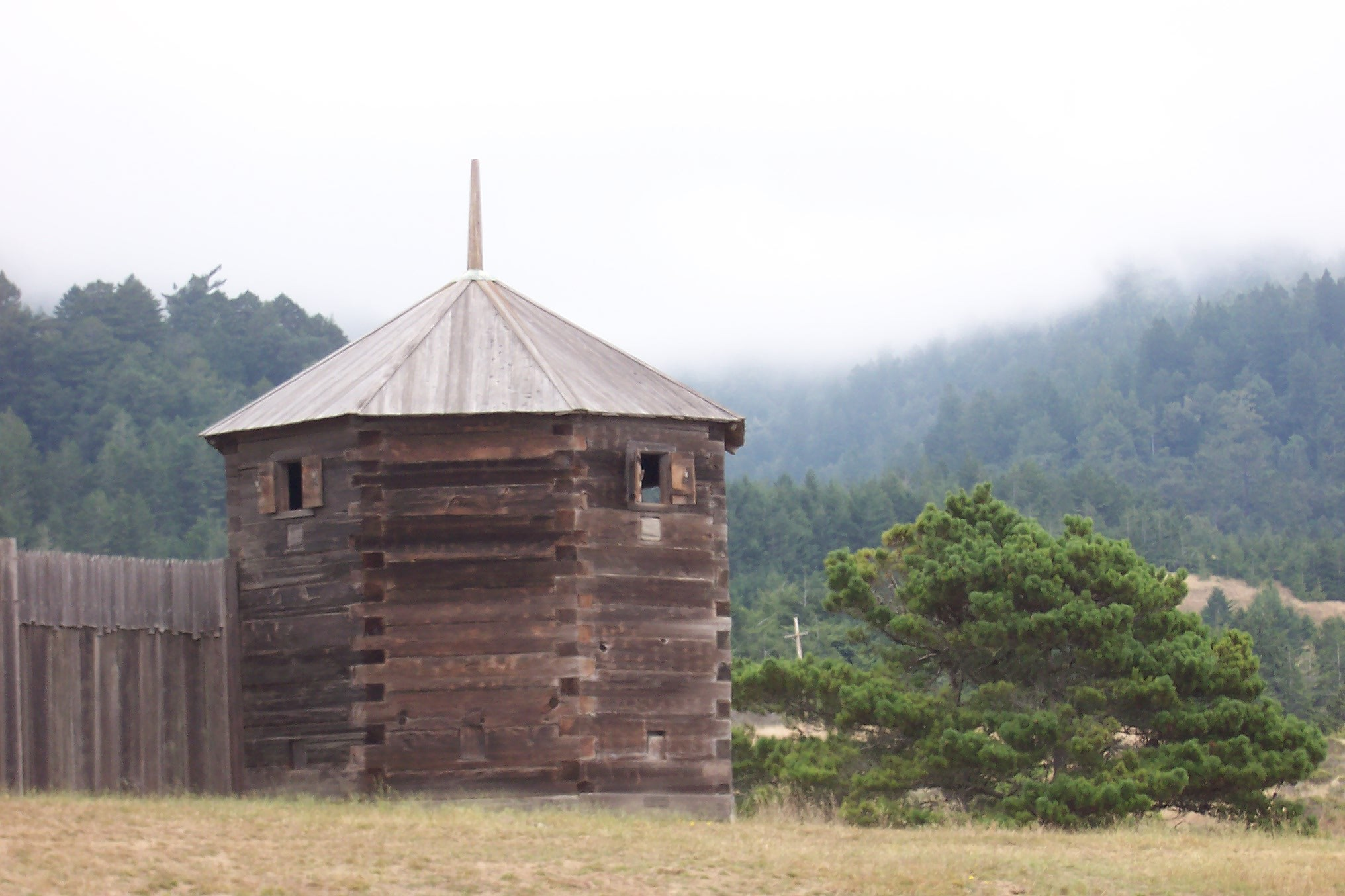
Einer der Holztürme, von der Außenseite der Palisade aus gesehen

In der nordwestlichen, zum Meer hingewandten Ecke der Palisade sowie gegenüber, in der südöstlichen Ecke, stehen heute zwei Holztürme. Sie sind Nachbildungen der ursprünglichen Türme, die im Erdbeben von 1906 schwer beschädigt und später abgerissen wurden. Der nordwestliche (siebeneckige) Turm wurde in den Jahren 1950 und 1951 unter Verwendung russischer Schreinertechniken wieder aufgebaut. Der Zustand des südöstlichen (achteckigen) Turmes datiert aus den Jahren 1956/57. Ursprünglich waren die Türme mit Kanonen bestückt und dienten der Verteidigung des Forts.

### Das alte Warenhaus

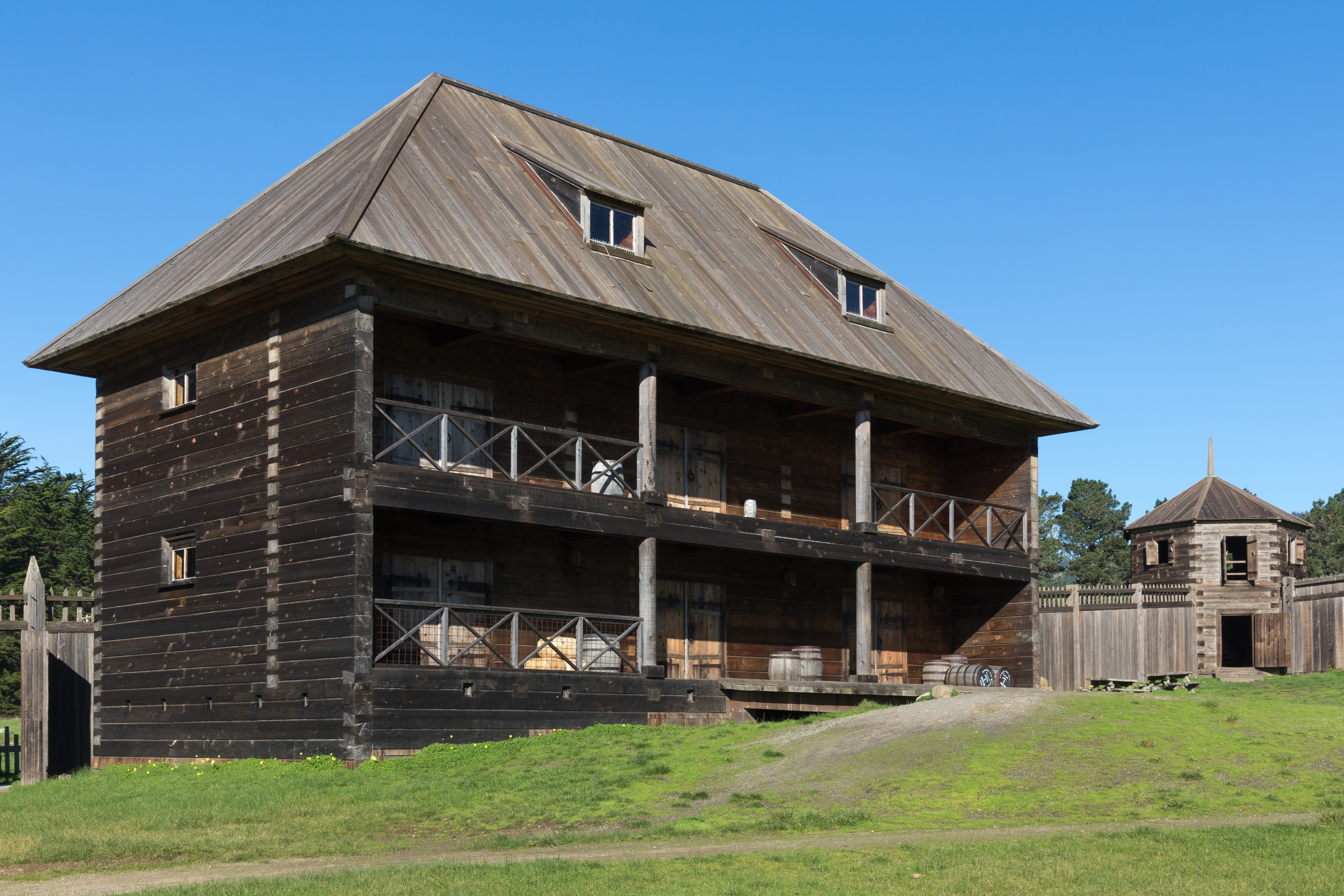
Die moderne Rekonstruktion des russischen Warenhauses (fertiggestellt 2012)

Das zweistöckige Warenhaus (engl. Old Magasin) diente der Lagerung und dem Verkauf von Waren. Die moderne Rekonstruktion des Gebäudes wurde im Jahr 2012 fertiggestellt und stellt damit das jüngste Bauwerk im Ensemble des Forts dar. Bei archäologischen Untersuchungen im Jahr 1981 stießen die Ausgräber auf kleine Glasperlen, die vermutlich durch Ritzen im Holzfußboden fielen und aus denen die Archäologen auf die frühere Lage des Gebäudes schlossen. Die heute im alten Warenhaus beherbergte Ausstellung führt Besucher in die Geschichte der Handelsgüter des Forts ein.

### Das Kuskowhaus

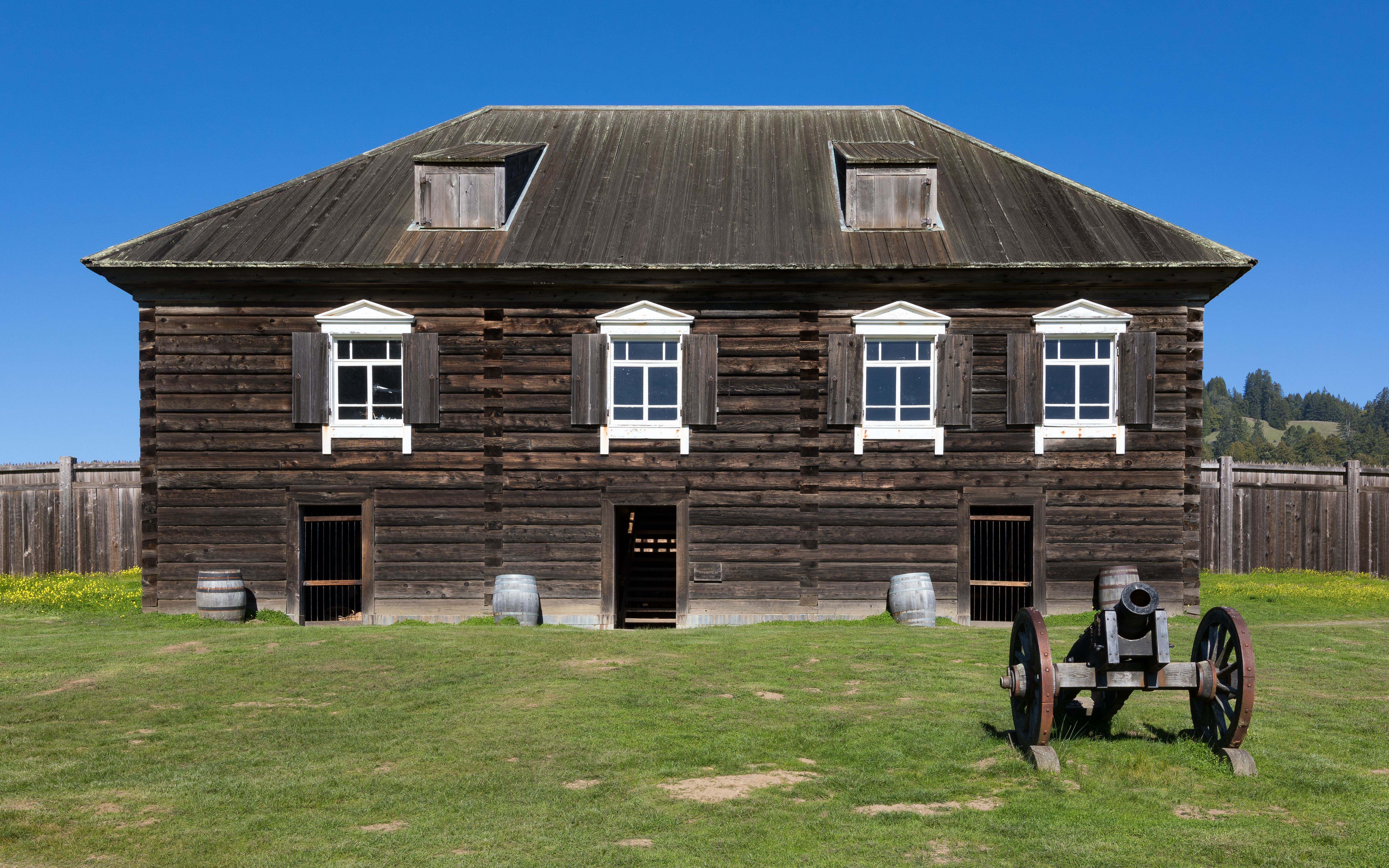
Die moderne Rekonstruktion des Kuskowhauses (fertiggestellt 1983)

Das sogenannte „Kuskowhaus“ (engl. Kuskov House) diente dem ersten Kommandanten, Iwan Alexandrowitsch Kuskow, als Quartier. Es gehört zu den ersten Gebäuden, die nach dem Abzug der Russisch-Amerikanischen Kompagnie verfallen sind. Das heutige Kuskowhaus wurde im 20. Jahrhundert nach den Plänen von 1817 rekonstruiert und im Jahr 1983 fertiggestellt. Das untere Stockwerk besteht aus Lagerräumen und das obere aus Wohnräumen. Vom oberen Stockwerk aus konnten die Bewohner alle ankommenden Schiffe beobachten. Ein Raum in der oberen Etage ist heute dem Studierzimmer nachempfunden, in dem der russische Naturforscher Ilja Wosnessenski 1841 seine Zeit in Fort Ross verbrachte.

### Die Quartiere der Kompagnie-Angestellten

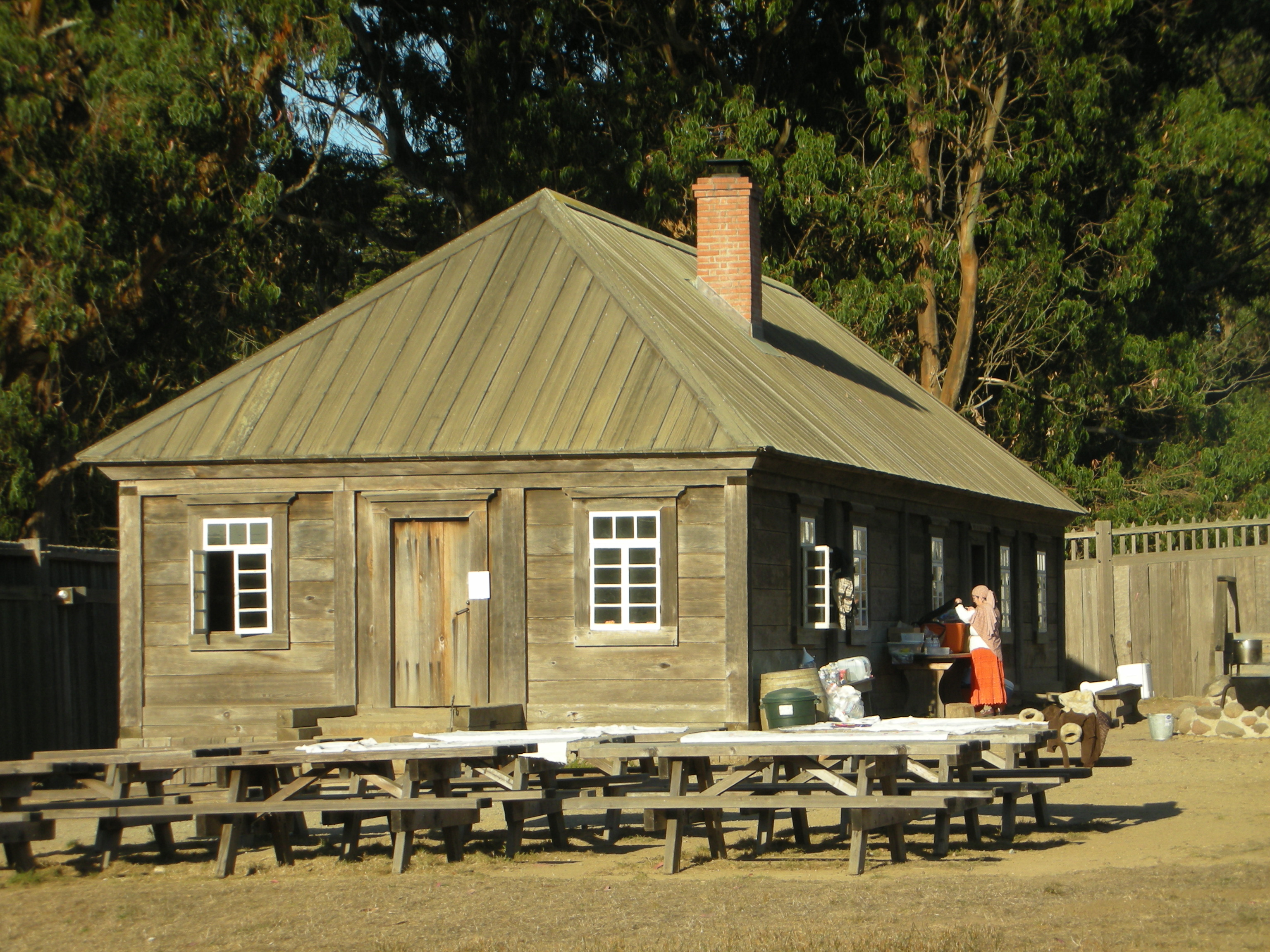
Die heutige Nachbildung des Hauses der Kompagnie-Angestellten

Die Quartiere der Kompagnie-Angestellten waren in einem Haus untergebracht, das vermutlich zu den ersten Gebäuden gehörte, die innerhalb des Forts errichtet wurden. Die moderne Rekonstruktion des Hauses wurde 1981 abgeschlossen. Es beinhaltet einen Lagerraum, eine Holzwerkstatt, eine Metallwerkstatt, einen Gefängnisraum, mehrere Schlafräume sowie einen Essraum mit angeschlossenem Ofen für das Backen von Brot. Dabei spiegelt die heutige Einrichtung der Räume nicht unbedingt die ursprüngliche Nutzung wider.

### Die russische Kapelle

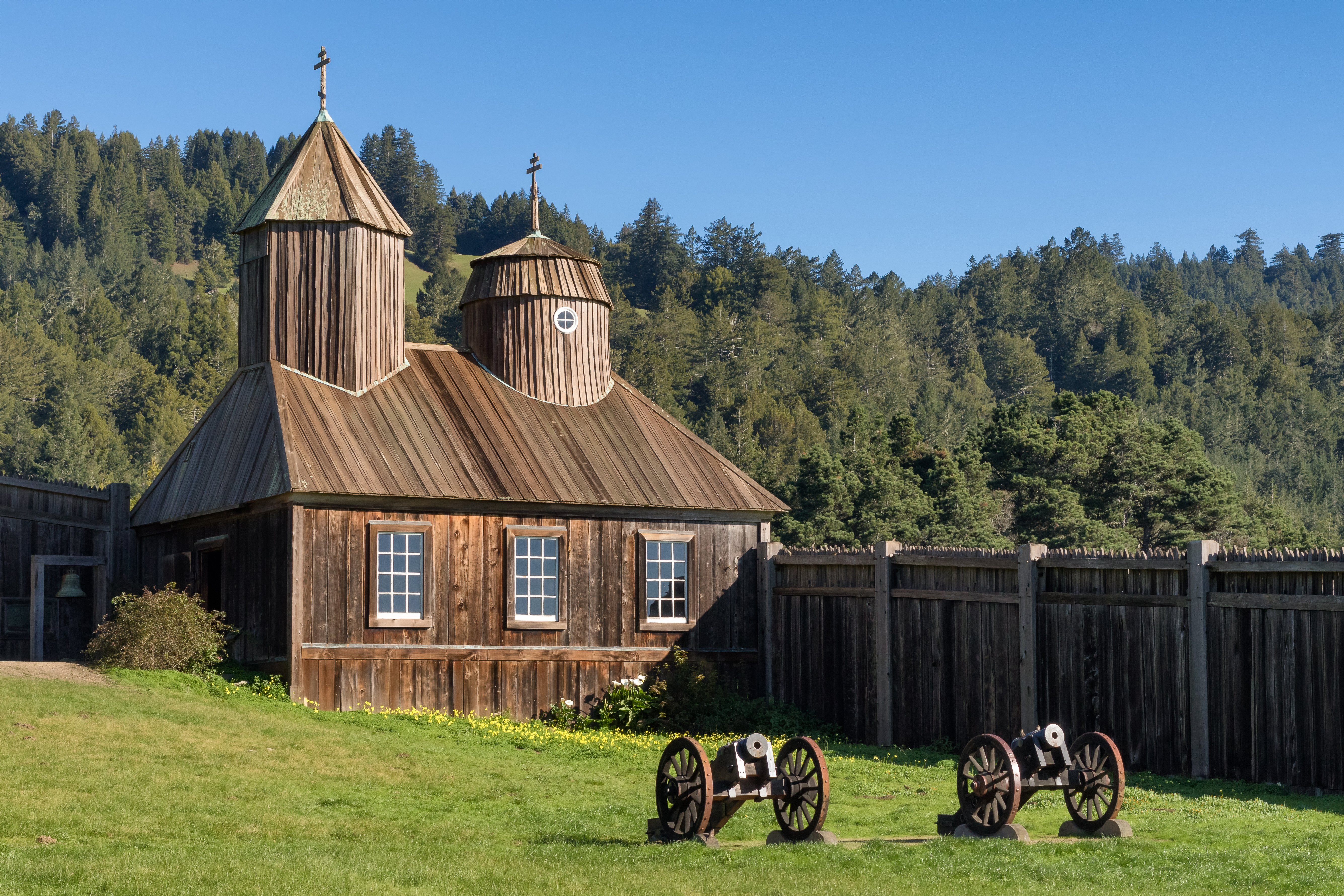
Die Rekonstruktion der russischen Kapelle aus dem Jahr 1973

Die markante und für Nordamerika sehr ungewöhnliche russische Holzkapelle gehört heute zu den häufig fotografierten Gebäuden von Fort Ross. Das ursprüngliche Gebäude war 1825 aus den eigenen Mitteln der russischen Bewohner des Forts sowie der Mannschaft des Schiffes Kreiser errichtet worden. Im Erdbeben von 1906 brachen die Wände der Kapelle vollständig ein; das Dach und die Türme blieben erhalten. Im Frühjahr 1916 stiftete der kalifornische Staat 3.000 Dollar für den Wiederaufbau. Für die Rekonstruktion wurde Holz aus einem Lagerhaus und aus den Quartieren der Kompagnie-Angestellten verwendet. Beim Wiederaufbau wurden Teile der Architektur verändert, und ab 1955 wurde der Bauzustand im Rahmen einer erneuten Restaurierungsmaßnahme schließlich an den Originalzustand angeglichen.
Am 5. Oktober 1970 wurde die Kapelle durch ein Feuer vollständig zerstört. 1971 bis 1973 verlor die Kapelle kurzfristig ihren Status als historic landmark, doch Spenden von Ortsansässigen, russischstämmigen Amerikanern und Regierungsbehörden ermöglichten einen Wiederaufbau. Das heutige Gebäude ist auf der Grundlage historisch-archäologischer Studien im Jahr 1973 errichtet worden und gibt – soweit möglich – den Originalzustand der Kapelle wieder.

### Das Rotschewhaus

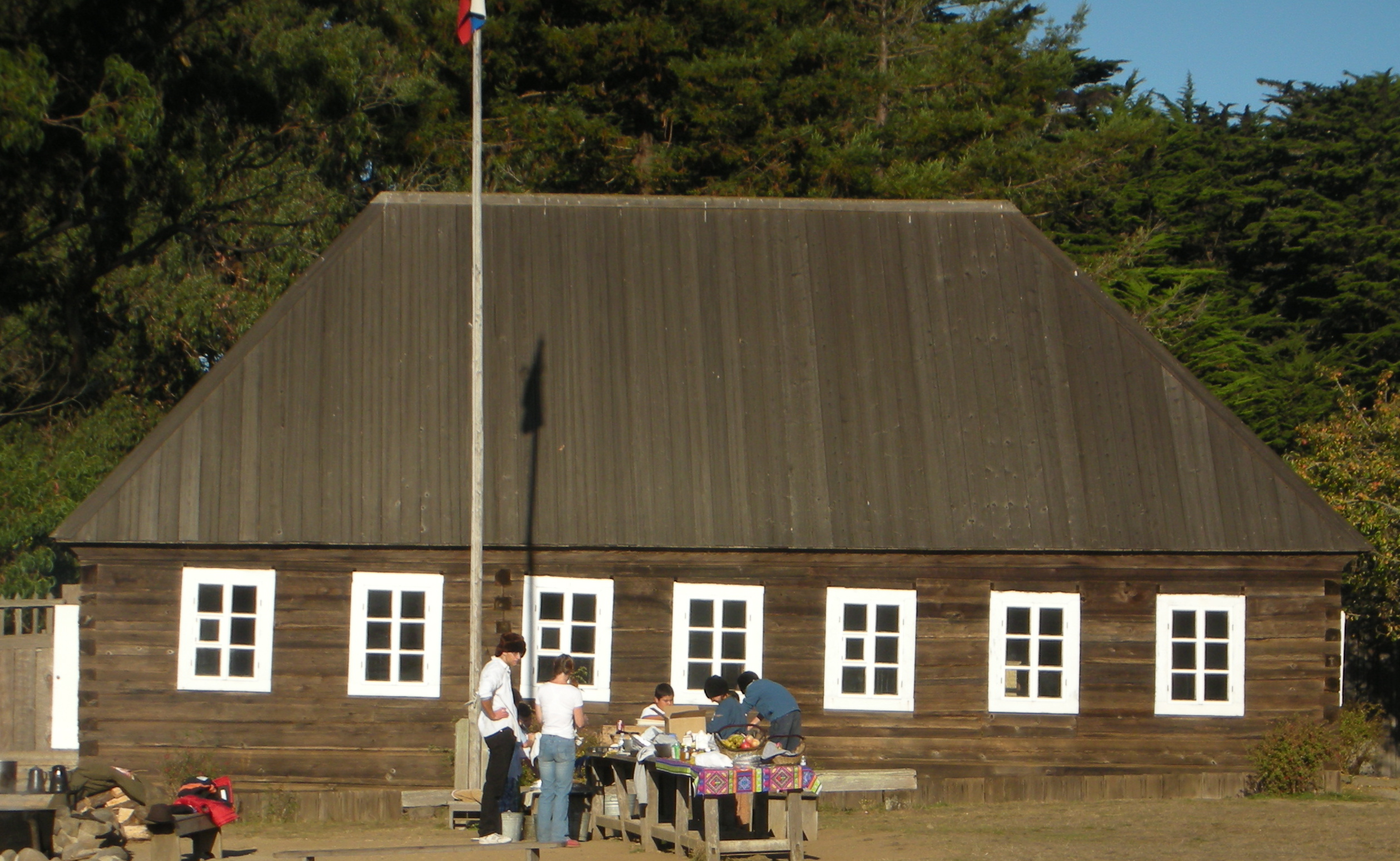
Das Rotschewhaus

Das sogenannte „Rotschewhaus“ (engl. Rotchev House) ist das einzige weitgehend im Originalzustand erhaltene Gebäude von Fort Ross. Es wurde im Jahr 1836 für den letzten russischen Kommandanten des Forts, Alexander Rotschew, auf der Grundlage eines früheren Gebäudes renoviert. In einer Bestandsliste aus dem Jahr 1841 wird es als „neues Kommandantenhaus“ bezeichnet – vermutlich, um es vom Kuskowhaus oder „alten Kommandantenhaus“ abzuheben.
Zu Zeiten Rotschews war das Haus komfortabel eingerichtet. Der Franzose Eugène Duflot de Mofras zählt in einem Bericht aus dem Jahr 1841 eine ausgewählte Bibliothek, französische Weine, ein Klavier und eine Mozartpartitur zu den Einrichtungsgegenständen. All dies verschwand mit dem Abzug der Russen in den Jahren 1841/42.